# Take Me with U
Singles de Prince & The Revolution
I Would Die 4 U
(1984) Raspberry Beret
(1985)
Pistes de Purple Rain
Let's Go Crazy
(1) The Beautiful Ones
(3)
Take Me with U est une chanson de Prince & The Revolution extrait de l'album Purple Rain. Il s'agit du 5e et dernier single de l'album publié le 25 janvier 1985 et édité uniquement en disque vinyle. C'est une chanson pop notable pour le solo de batterie et les sagattes qui ouvrent la chanson et se répètent de nouveau vers la fin.
La chanson est interprétée en duo avec Apollonia Kotero et fut à l'origine prévue pour son album Apollonia 6, mais a finalement été retirée pour la bande sonore du film Purple Rain. À la suite de cet ajout, Prince fit des coupures sur le titre semblable original, Computer Blue, qui circule parmi les collectionneurs dans une version longue (une portion de cette seconde partie de Computer Blue peut-être entendue dans le film Purple Rain lorsque Prince entre pendant que les membres du groupe The Revolution répètent). La version originale de la chanson était d'environ une minute de plus.
Le single s'est classé à la 40e position au Hot R&B/Hip-Hop Songs le 23 mars 1985 et est resté 9 semaines au total dans les charts. Take Me with U figure aussi en tant que Face-B du single Let's Go Crazy.

## Liste des titres
| A. | Take Me with U  | Prince & The Revolution | 3:40 |
| B. | Baby I'm a Star | Prince & The Revolution | 2:55 |